# Панеш, Хазрет Махмудович
Хазрет Махмудович Панеш (10 августа 1934, аул Кунчукохабль, Теучежский район, Адыгея — 11 марта 2021, Майкоп) — адыгейский писатель и поэт.

## Биография
Родился 10 августа 1934 года в ауле Кунчукохабль Теучежского района Адыгеи в семье крестьянина.
Отец умер еще до Великой Отечественной войны. Мальчик испытал все тяготы жизни. Светлым воспоминанием детства осталось общение с бабушкой по отцовской линии, знавшей много народных песен и сказок. Рано сформировавшимся интересом к литературе Хазрет обязан своей старшей сестре. Именно она впервые познакомила его с произведениями адыгейских писателей и творчеством классиков русской литературы А. Пушкина, М.Лермонтова, Л.Толстого и многих других.
Война помешала Хазрету вовремя поступить в школу. Окончив в тринадцать лет начальные классы в ауле Кунчукохабль, он продолжил школьное образование на хуторе Городском. Учился хорошо, выделялся среди учеников поэтическими способностями. Учительница адыгейского языка М. Цеева, заметив его увлечение творчеством, посоветовала ему послать несколько стихотворений известному адыгейскому поэту А. Гадагатлю. Аскер Магамудович оценил способности юного стихотворца и стал в дальнейшем его наставником.
С 1950 по 1954 год X. Панеш учился в Адыгейском педагогическом училище, затем работал учителем в родном ауле. Первое выступление в печати состоялось, когда он в 1956 году опубликовал в газете «Советская Кубань» статью «Генрих Гейне», посвященную 100-летию со дня смерти немецкого поэта.
В 1961 году Х.Панеш поступил в Литературный институт имени А. М. Горького в Москве. В это время он печатается в различных периодических изданиях: «Дружба народов», «Нева», «Радуга», «Кубань», «Зэкъошныгъ», «Адыгейская правда». Московское издательство «Молодая гвардия» публикует в коллективном сборнике «Чувство семьи единой» стихотворение «Верба». Значительным трудом стал сборник «Апэрэ лъагъу» («Первая тропа»), выпущенный Адыгейским книжным издательством в 1962 году. В книгу вошли его лучшие стихотворения: «Мыщ насып щысиI сэ» («Я счастлив здесь»), «ГъашIэр нэпIэхъэу зыIуагьэр хэт?» («Кто сказал, что жизнь мгновенна?»), «Джар сфарэмгъэгъу» («Пусть мне не простят»), «Нэкъокъоныгъ» («Спор»). Имя студента Литературного института начинает появляться в статьях об адыгейской поэзии. Его первый сборник рецензирует поэт Х. Беретарь. Он пишет: "Радует нас собранность, искренность большинства стихотворений, напечатанных в сборнике. В целом добротна «Первая тропа».
После окончания института Хазрет Панеш работал в редакциях областных газет «Социалистическэ Адыгей» и «Адыгейская правда», Адыгейском областном отделении Добровольного общества любителей книги РСФСР,-заведовал отделением бюро пропаганды при Адыгейской писательской организации.
В ту пору известность приходит к нему как к детскому поэту. В 1967 году появились книги «КIэлищ» («Три мальчика») и «Мяч» (в переводе на русский язык Р. Заславского), завоевавшие признание маленьких читателей. Стихи наполнены добрым юмором, знакомят детей с окружающим миром, помогают почувствовать красоту и щедрость родного края. Сказки «Хьэрамым къехъулIагъэр» («Скупой и хитрец») и «Старик и счастье» написаны по мотивам адыгского фольклора, утверждают добро и лучшие человеческие качества. Поэтом созданы и другие детские книжки: сказка «Бзыужъыемрэ хъырбыдзыкIэмрэ» («Птичка и арбузное семечко», 1971) и сборники рассказов «Лъэпсэ пыт» («Крепкий корень») и на русском языке «Крепкие корни» (М., 1980).
В 60-х — 70-х годах расширяется тематический диапазон Х. Панеша, его лирика приобретает гражданскую направленность. Он издает поэтические сборники, адресованные взрослому читателю, — «ТыщыIэщт» («Будем жить», 1969) и «Къытфыщанэгъэ дунаир», («Завещанный мир», 1978). Стихи оригинальны и своеобразны. Привлекают внимание баллады «Адыгэ шъуашэр зыщыгъы шыу» («Всадник в черкеске»), «Апэрэ шIулъэгъу» («Первая любовь»), «Наполеонымрэ пшъашъэмрэ» («Наполеон и девушка»). Х. Панеш пробует себя и в жанре поэмы — «Чили тичылэ пэчыжьэп» («Чили недалеко от нашего аула»).
Участвовал в литературно-общественной жизни Республики Адыгея. В 1996—1997 годах возглавлял Адыгейскую республиканскую организацию Союза российских писателей.
С 1982 года начинается самый трудный период в жизни поэта. Судьба забрасывает его сначала в г. Апшеронск, затем в Астрахань. В это время он не печатается. В 1988
— 1996 годах Х. Панеш работает в Майкопском мебельно-производственном объединении «Дружба». После полосы неудач возвращается к творческой деятельности. Пишет стихи, басни и рассказы.
Наиболее известную и признанную сторону его творчества составляют произведения для детей. В 1991 году для юных читателей пишет сказание в стихах «Чэчан» («Чечан»), рассказывающее о мужественном и храбром человеке, сумевшем в невероятно трудных условиях разыскать похищенного богатырем отца и вернуть домой. За этой книгой последовал сборник стихов и сказок на русском языке «Удивляется Байзет» (2002).
Поэт выступает и как публицист. Интересны его статьи, посвященные творчеству русских, зарубежных и адыгейских писателей.
Награждён Почетной грамотой Государственного Совета.
Скончался 11 марта 2021 года Майкоп.

## Творчество
Им изданы поэтические сборники, адресованные взрослому читателю: «Первая тропа» (1962), «Верба» (1964), «Будем жить» (1969), «Завещанный мир» (1978), «Сто друзей» (2004).
Известен и как детский писатель.
В 1967 году изданы книги его стихов «Три мальчика», «Мяч», сказки «Скупой хитрец», «Старик и счастье», в 1971 году — сказка «Птичка и арбузное семечко». В 1980 году вышли сборники рассказов «Крепкий корень» (на адыгейском языке) и «Крепкие корни» (на русском), в 1991 году — сказание в стихах «Чечан». Затем — сборник стихов и сказок «Удивляется Байзет» (2002), «Азбука в стихах»(2008).
Автор многих литературных переводов. Он открыл адыгейскому читателю произведения А. Твардовского — «Ленин и печник» (1962), Г. Гейне — «Германия» (1997), А. Пушкина — «Стихи и сказки» (1999) и др. Как переводчик Хазрет Панеш являлся мастером в области адыгейской переводной литературы для детей. В его переводе вышли отдельными изданиями «Щенок» С. Михалкова (1963) и «Конек-Горбунок» П. Ершова (1992).